# Beatles for Sale
Beatles for Sale volt a címe a Beatles negyedik albumának, amelyet 1964 végén adtak ki. Fordulópontot jelent a zenekar stílusában a sikeres, csillogó A Hard Day’s Night felől a sötétebb, komorabb dalok irányába. Mivel kimerültek a könyörtelenül ütemezett stúdiómunkáktól és koncertektől, a fiúk úgy döntöttek, hogy ismét jó pár feldolgozást vesznek fel a lemezre.
A Beatles for Sale és amerikai párja, a Beatles '65 mind listavezetők lettek, a brit kiadás épp az A Hard Day's Night helyét vette át az eladási listákon. A Beatles '65 az év leggyorsabban fogyó albuma lett az Egyesült Államokban.

## Felvételek
1964 közepén a „beatlemánia” épp csúcsán volt; a zenekar egyesült államokbeli televíziós fellépései addig példátlan mértékben keresetté tették lemezeiket. A Beatles for Sale (a negyedik album 21 hónapon belül) felvételei ekkor készültek, és számos turné is követte őket. George Martin, a Beatles producere visszaemlékezései szerint az együttes tagjai „akkoriban már meglehetősen kimerültek voltak. Ne felejtsük el, hogy 1963 és 1964 során erősen hajtották őket. A siker csodálatos, de nagyon-nagyon fárasztó dolog.” Még a termékeny John Lennon–Paul McCartney dalszerző páros sem volt képes tartani a lépést a zenéjük iránti, egyre növekvő érdeklődéssel, aminek eredményeként a zenekar kénytelen volt több feldolgozást feltenni az új albumra. Ezt tették az első lemeznél is, de a módszert a Hard Day's Nightnál elvetették, és arra kizárólag saját szerzemények kerültek föl, így újbóli alkalmazása visszalépésnek minősült. Végül a lemez hat feldolgozásszámmal jelent meg, több, mint bármely Beatles albumon, a legelső kivételével.
Az albumon nyolc Lennon és McCartney által szerzett mű is található. Ebben az időszakban a páros dalszerzői munkája szoros együttműködésben zajlott; még abban az esetben is, amikor egy számnak volt elsődleges szerzője, gyakran adott hozzá a másik kulcsrészeket.
1994-ben McCartney így mutatta be a Lennonnal való közös munkát: „Általában pár héttel a felvételek előtt felhívtak minket és azt mondták, hogy »A lemezkészítést egy hónap múlva kezdjük és egy héttel a felvételek előttre legyetek kész az albumra szánt dalokkal…« Úgyhogy egy hétig minden nap elmentem Johnhoz, a többi időben pedig szabadok voltunk. Minden nap írtunk egy dalt, bármi történt, legalább egy dalt megírtunk… Általában én voltam az, aki Londont otthagyva John meglehetősen kellemes és kényelmes Weybridge-házába mentem, ami egy golfpálya mellett volt… Leültünk egy vagy két óra körül, és négykor vagy ötkor már készen voltunk.”
A felvételek az Abbey Roadon készültek. A Beatlesnek klasszikus zenét játszókkal kellett megosztania a stúdiót, amint McCartney is mesélte 1988-ban: „Ekkoriban aki elment a stúdióba és gyakran találkoztott más zenekarokkal, zenészekkel… például klasszikus zenei felvételek folytak az »egyesben«. Sokszor megkértek minket, hogy álljunk le, mert az »egyesben« zongorafelvétel készült, és közben hallani lehetett minket.”

## Saját dalok
A három nyitó számra („No Reply”, „I'm A Loser” és a „Baby's In Black”) gyakran mint a „Lennon-trilógiára” utalnak, mert Lennon volt a számok elsődleges szerzője. A popzenében addig szokatlan módon mindháromban szomorúság, sértődöttség fedezhető fel. Ez a kezdést meghatározza az album alaphangulatát, amit egy újabb Lennon-dal, az „I Don't Want to Spoil the Party” is megtámogat, amelyben az énekes csalódottságát fejezi ki, mert a szerelme nem jelent meg az általa meglátogatott társaságban; 1974-ben Lennon a dalt „nagyon személyes”-nek nevezte.
Lennon 1972-es nyilatkozata szerint a Beatles kiadója, Dick James nagyon elégedett volt a „No Reply”-jal: „Emlékszem, hogy Dick James odajött hozzám a felvétel után, és azt mondta, hogy »Egyre jobbak vagytok; ez már egy kerek történet«. Nyilvánvalóan úgy vélte, hogy a korábbi dalaim elkalandoztak.”
1994-ben McCartney azt mondta Lennon „I'm A Loser” számáról, amelyben az énekes élete megpróbáltatásairól mesél, arra intve a hallgatót, kerülje el ezeket, hogy „elég bátor”.
Bár a „Baby's In Black”, amely egy hiányzó barátja után vágyódó lányról szól, nagyrészt Lennon műve, írásakor McCartney is a szobában volt és besegített a dallamba, 1994-es visszaemlékezése szerint: „Valami sötétebbet, kicsit bluesos számot akartunk írni… Néha a dallam, amit azért írtam, hogy támogassam Johnét átvette az irányítást, és az lett az erősebb. Akik a zenekari partitúrát írták, megkérdezték »Melyik a vezérdallam?«, mert annyira együtt íródott, hogy bármelyik lehetett volna; de nekünk ez tetszett jobban.”
A lemez sötétebb motívumát McCartneynak az albumon hátrébb megtalálható „Every Little Thing” című száma egyensúlyozza ki, egy vidám, könnyű, popzenei dalocska, amelyben az énekes örül, hogy együtt lehet barátnőjével. A dal McCartney szerint kislemezre készült: „Az „Every Little Thing”, mint az általam készített számok legtöbbje, egy slágerré váló kislemezszámnak készült… de végül albumtöltelék lett belőle ahelyett, hogy mindenható sikerszámmá váljon. Nem sikerült annyira jól, mint kellett volna.”
Az album többi McCartney-dala: az egyik egy csüggedt ballada, az „I'll Follow The Sun”, amelyben az énekes elkerülhetetlen távozásáról próbálja biztosítani a hallgatót, a másik a rockos „What You're Doing”, melyben az énekes azért könyörög barátnőjének, hogy hagyja abba a hazudozást, továbbá az Egyesült Államokban listavezető „Eight Days A Week”. Bár a közönség jól fogadta ezeket a számokat, alkotóik nem voltak velük megelégedve. McCartney azt mondta a „What You're Doing”-ról, hogy „töltelékszám… Néha az ember elkezd egy dalt, és reméli, hogy sokkal jobb lesz, amikor hozzáteszik a kórust, de néha mégis csak olyan marad az egész, és azt hiszem, ez is egy ilyen szám. Lehet, hogy a felvétel maga jobb, mint a dal…”. Lennon 1980-ban úgy nyilatkozott az „Eight Days A Week”-ről Playboy magazinnak, hogy az „vacak”.
Az „I'll Follow the Sun” egy régebbi dal feldolgozása volt. Az eredetit McCartney egészen fiatalon írta, mint azt 1988-ban elmesélte: „A Forthlin Road-on írtam, a nappaliban. 16 éves voltam… Azt hiszem, azután írtam, hogy felgyógyultam az influenzából. Emlékszem, ülök a szobában, kibámulok az ablakon a csipkefüggönyön keresztül, és írom a számot. Akkoriban Liverpoolban kemény R&B imidzsünk volt, ezért az ilyen balladák, mint az „I'll Follow the Sun” későbbi időkre tolódtak.”
1972-ben Lennon felfedte, hogy az „Eight Days A Week”, amelyben az énekes arra kéri barátnőjét, hogy viszonozza iránta való szerelmét, eredetileg a Help! filmhez készült. Címadó dalnak indult, mivel a film eredeti címe Eight Arms To Hold You (8 kar tart téged) lett volna.
Egy korábbi megegyezés alapján minden MaCartney- és minden Lennon-dalt „Lennon–McCartney” szerzői megjelöléssel láttak el.

## Feldolgozások
Az album többi része feldolgozásokat tartalmaz, többségük korábban évekig rendszeres szereplője volt a Beatles koncertjeinek. A zenekar tagjai elfáradtak az állandó fellépésektől és sikoltozó rajongóktól, a kritikátlan közönségtől, és némileg cinikusan álltak a dologhoz; könnyű volt nem saját dalokkal pótolni a lemezről hiányzó anyagot. Még a cím is arra utal, hogy tisztában voltak az album „termék” jellegével.
Ennek ellenére olyan lemezt sikerült létrehozniuk, amely általános vélekedés szerint nem marad le sokkal legjobb műveik mögött; mint az sokszor előfordul, a felénekelt feldolgozások, mint Chuck Berrytől a „Rock and Roll Music”, Buddy Hollytól a „Words of Love”, és két Carl Perkins szám („Everybody's Trying to Be My Baby”, George Harrison, és a „Honey Don't”, Ringo Starr előadásában) minőségükben elérik vagy meg is haladják a dalok eredeti felvételeit. A „Mr Moonlight” viszont sokak véleménye szerint a Beatles egyik leggyengébb feldolgozásdala.
A „Kansas City” és a „Hey, Hey, Hey, Hey” egyvelege emlékezetes maradt Paul McCartney számára, aki 1984-ben elmondta, hogy „jó adag bátorításra volt szükség ahhoz, hogy az ember felugorjon és őrült módon üvöltsön” . Lennon nógatta és folyamatosan mondogatta, hogy jobban is el tudja ezt énekelni.

## Kiadások
A Beatles for Sale az Egyesült Királyságban 1964. december 4-én jelent meg, és december 12-től számítva 46 hétig tartózkodott a slágerlistán. Egy hét alatt letaszította az A Hard Day's Night-ot az első helyről, és hét hétig tartotta magát. Ezután elindult lefelé, de 1965. február 27-én visszatért, trónfosztva a Rolling Stonest. 1987. március 7-én, csaknem 23 évvel az első megjelenés után a Beatles for Sale két hétre ismét átvette a slágerlista vezető helyét.

### A borító
Az album hangulatához illeszkedően a borítón található kép egy őszi napon mosolytalanul és fáradtan a kamerába tekintő Beatlest mutat. A kép a londoni Hyde Park-ban készült. A lemez belső lapján a zenekar egy fotómontázs előtt áll, ami állítólag a Sgt. Pepper's Lonely Hearts Club Band híres borítóképét inspirálta.

### Az amerikai kiadás
Az Egyesült Államokban a lemezt átnevezték, Beatles '65 címmel jelent meg, amelyről lehagyták a „Kansas City/Hey, Hey, Hey, Hey”, „Eight Days A Week”, „Words Of Love”, „Every Little Thing”, „I Don't Want To Spoil The Party” és a „What You're Doing” számokat. Ezek helyett rátették az „I'll Be Back”-et a brit A Hard Day’s Night kiadásról és az „I Feel Fine” / „She's A Woman” kislemez számait. A Beatles '65 az 1965-ös év leggyorsabban fogyó albuma lett az Egyesült Államokban, amelyet már az első héten egymillió példányban adtak el.
A kihagyott dalok Amerikában a Beatles VI albumon jelentek meg, még abban az évben.

## Dalok
1. "No Reply" (Lennon-McCartney)
2. "I'm a Loser" (Lennon-McCartney)
3. "Baby's in Black" (Lennon-McCartney)
4. "Rock and Roll Music" (Berry)
5. "I'll Follow the Sun" (Lennon-McCartney)
6. "Mr. Moonlight" (Johnson)
7. Medley: 
  - "Kansas City" (Lieber/Stoller)
  - "Hey, Hey, Hey, Hey" (Penniman)
8. "Eight Days a Week" (Lennon-McCartney)
9. "Words of Love" (Holly)
10. "Honey Don't" (Perkins)
11. "Every Little Thing" (Lennon-McCartney)
12. "I Don't Want to Spoil the Party" (Lennon-McCartney)
13. "What You're Doing" (Lennon-McCartney)
14. "Everybody's Trying to Be My Baby" (Perkins)

## Közreműködők
- George Harrison – gitár, dobok, ének
- John Lennon – gitár, ének
- Paul McCartney – zongora, basszusgitár, orgona (Hammond), ének
- Ringo Starr – dobok, tamburin, ének, üstdob
- George Martin – zongora, producer, fénykép
- Derek Taylor – borítóterv
- Robert Freeman – borítókép